# Pfarr- und Wallfahrtskirche Filzmoos

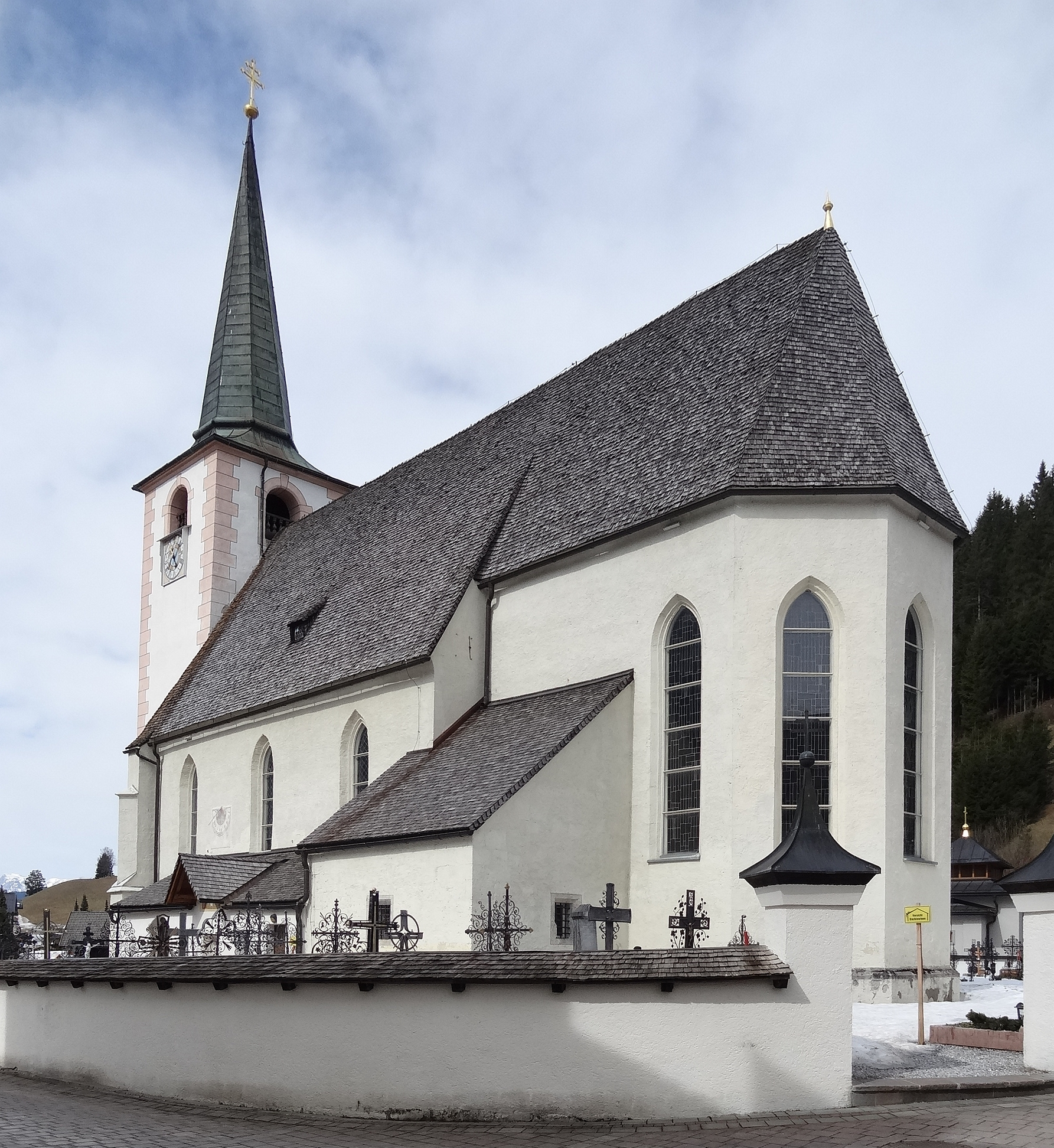
Pfarrkirche St. Peter und Paul, Filzmoos

Die römisch-katholische Pfarrkirche von Filzmoos ist den hll. Peter und Paul geweiht, das Patroziniumsfest wird am 29. Juni gefeiert. Sie gehört zum Dekanat Altenmarkt der Erzdiözese Salzburg und ist eine bedeutende lokale Wallfahrtskirche, in der das Filzmooser Kindl verehrt wird.

## Geschichte

### Baugeschichte der Kirche
Eine Kirche wird 1453 erwähnt, 1507 hieß der Priester schon „Priester der Gnadenkirche“. Der bestehende gotische Bau wurde als Filialkirche des Dekanats Altenmarkt geschaffen und am 19. Oktober 1479 konsekriert, der Westturm 1546 vollendet. Die Wallfahrt zum Filzmooser Kindl geriet durch den Protestantismus in Verfall und wurde erst ab 1700 wieder bekannter.

### Pfarrgeschichte
Die Pfarre wurde 1858 errichtet. Sie hatte 2013 um die 1200 Seelen und gehört zum Dekanat und Pfarrverband Altenmarkt (Pfarrverband Altenmarkt / Filzmoos / Flachau).

## Ausstattung
Das Innere der Kirche ist oft umgestaltet worden, im Zuge einer solchen gravierenden Maßnahme wurden in den Jahren 1959–1962 die neugotischen Einrichtungsgegenstände entfernt und das flachbogige Schalengewölbe abgerissen. Nur noch die Verzierungen am Gehäuse der Orgel erinnern an die üppige neugotische Ausstattung der Kirche.
An der südseitigen Langhauswand stand früher ein gotischer Altar zu Ehren der hll. Jodok und Magdalena, den Nikolaus Kaps am 4. Oktober 1502 konsekriert hatte. Der Mittelteil des Altares mit einer Statue des hl. Jodok, eine Krone zertretend, wurde 1915 vom Salzburg Museum angekauft und ist erhalten, die bemalten oder reliefierten Flügel mit den Darstellungen der hl. Magdalena, als Büßerin und als Einsiedlerin, hingegen sind verschollen.

### Kultgegenstand

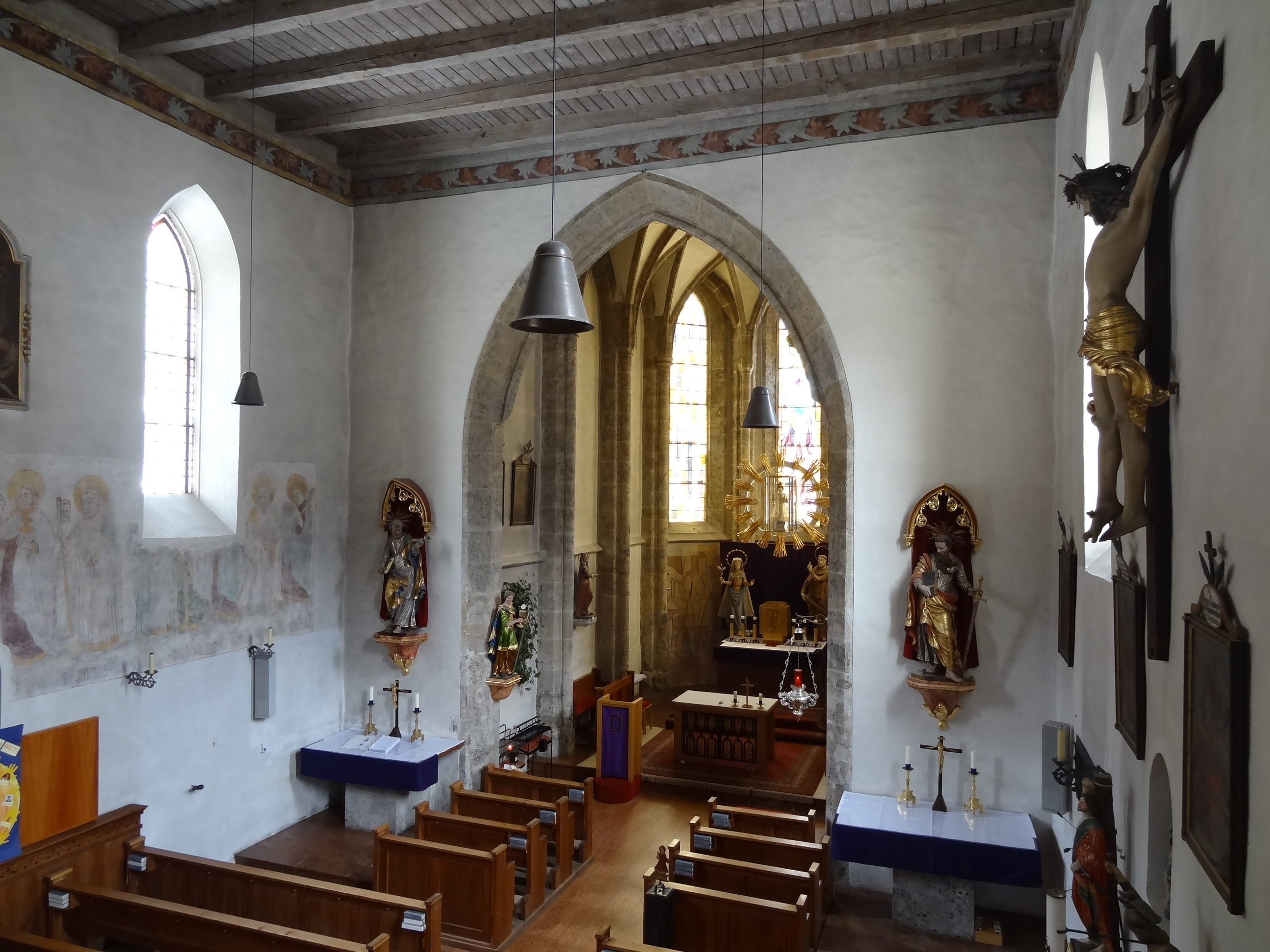
Inneres der Kirche, links (Nordwand) Fresco mit Christus Salvator und den zwölf Aposteln um 1515, mitte Altarraum mit dem Gnadenbild im Strahlenkranz, rechts spätgotisches Kruzifix

Als Mittelpunkt der geosteten Kirche ist das Gnadenbild von Filzmoos, eine kleine Statue des Jesuskindes in einem Strahlenkranz, über dem Hochaltar aufgestellt. Dieses sogenannte Glockenkindl hat in seiner Rechten ein Glöckchen angehängt, es segnet damit die Weltkugel in seiner linken Hand. Das Filzmooser Kindl stammt aus dem 15. Jahrhundert, ist ca. 45 cm hoch, aus Holz geschnitzt und bekleidet.

### Orgel

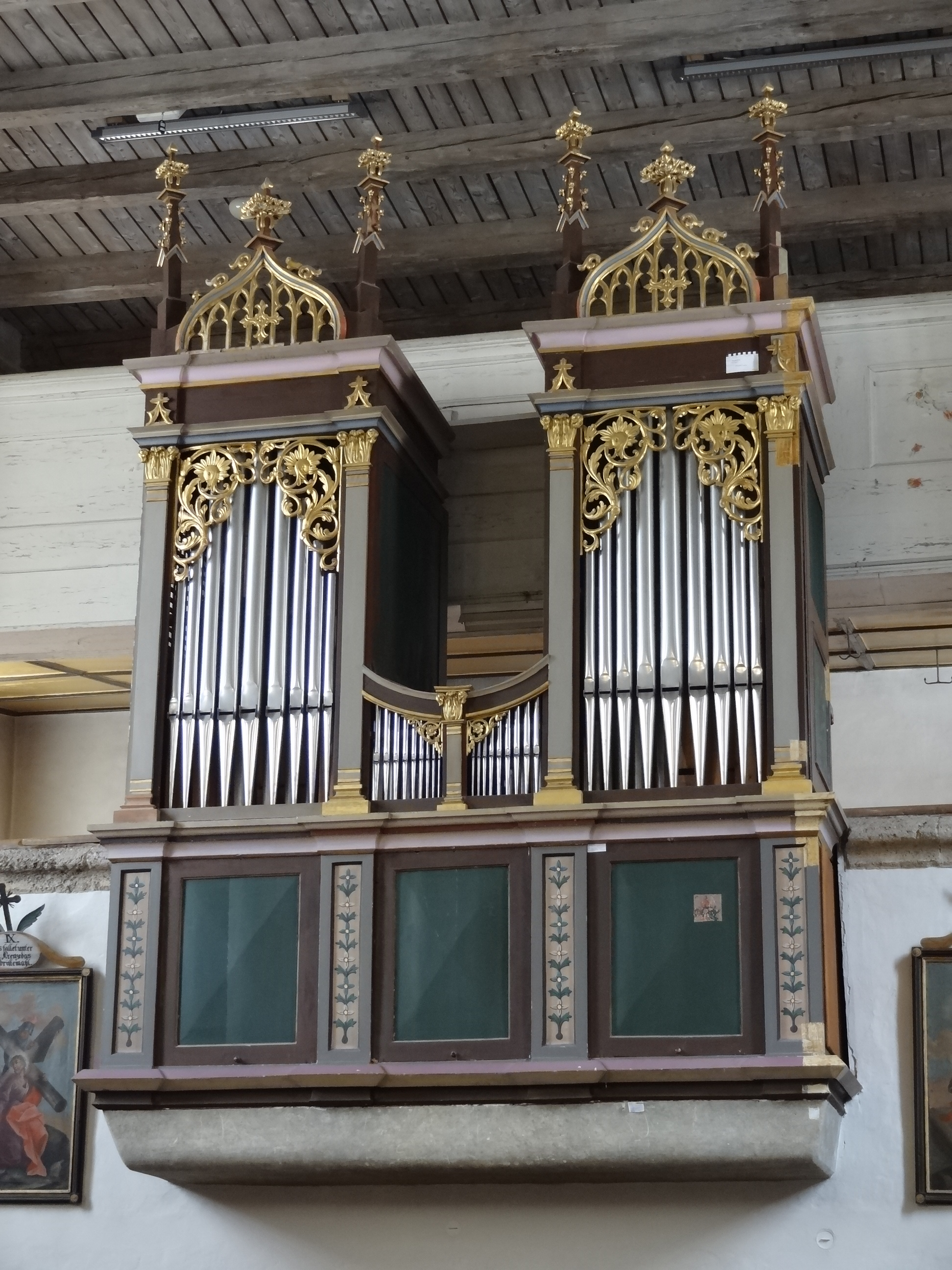
Orgel, Ludwig Mauracher 1858

Die bestehende Orgel wurde 1858 errichtet und stammt von Ludwig Mauracher, vorher war ein Positiv mit vier Registern vorhanden gewesen. 1858 schrieb der Pfarrer, dass „sich einheimische u. auswärtige Wohltäter herbeigelassen“ [hätten], „zur Herstellung einer ganz neuen Orgel 600 fl. C.M. beytragen zu wollen“. Der Erbauer, Ludwig Mauracher, galt bei den Behörden als unzuverlässiger Orgelbauer, das Konsistorium genehmigte dieses Vorhaben daher mit der wohlweislichen Aufforderung, der Pfarrer möge alle „gehörigen Vorsichten“ walten lassen, damit die „neue Orgel von dem genannten Orgelbauer solid u. dauerhaft hergestellt“ werde. 1888 wurde über der Orgelempore noch eine Volksempore eingezogen. 1991 wurde die Orgel durch Fritz Mertel saniert.
Die Orgel verfügt über acht Register, die auf einem Manual und Pedal verteilt sind. Das Pedal ist immer fest an das Manualwerk angekoppelt. Im Prospekt werden zwei rechteckige Pfeifenfelder mit vergoldetem Schleierwerk abgeschlossen und von Pilastern flankiert. Die beiden Türme werden durch einen Kielbogen mit Fialen bekrönt und durch ein sehr niedriges konkaves Pfeifenfeld verbunden. Die Disposition lautet wie folgt:
| Manual C–f3 |    |
| Prinzipal   | 8′ |
| Gamba       | 8′ |
| Gedackt     | 8′ |
| Octave      | 4′ |
| Hohlflöte   | 4′ |
| Mixtur      | 2′ |

| Pedal C–f0 |    |
| Octavbass  | 8′ |
| Violon     | 8′ |